# 天文館通停留場
天文館通停留場（てんもんかんどおりていりゅうじょう）は鹿児島県鹿児島市東千石町にある鹿児島市電の停留場。天文館への最寄り駅である。
鹿児島市電1系統と2系統が使用する。

## 歴史
- 1914年（大正3年）7月22日：鹿児島電気軌道により設置される[1]。
- 2004年（平成16年）10月23日：未明に天文館アーケードの改修工事を行っていたクレーン車が横転し市電の架線が切断される事故が発生した。けが人はなかったが市電の一部区間が始発から夕方まで運休となり、バスによる代替輸送が行われた。

## 構造
2線2面のホームが設置されている。北側のホームが鹿児島駅前方面、南側のホームが高見馬場方面となっている。

## 利用状況
| 1日乗降人員推移 | 1日乗降人員推移 |
| 年度            | 1日平均人数     |
| --------------- | --------------- |
| 2010年          | 4,400           |
| 2011年          | 4,578           |
| 2012年          | 4,553           |
| 2013年          | 4,564           |
| 2014年          | 4,530           |
| 2015年          | 4,605           |

## バス路線
鹿児島交通と鹿児島市営バス、南国交通、JR九州バス（北薩線）が天文館バス停から発着している。また、高速バスも大阪方面のトロピカル号、福岡方面の桜島号、宮崎方面のはまゆう号、熊本方面のきりしま号、長崎方面のランタン号、大分方面のトロピカル号の各路線がある。
（下記は各系統の行先）
天文館バス停
| 天文館バス停（上り） |                          |                        |            |
| 系統番号             | 経由地                   | 行先                   | 運行       |
| 1                    | 金生町・市役所前         | 鹿児島駅前             | 鹿児島交通 |
| 2                    | 金生町・市役所前         | 水族館前               | 鹿児島交通 |
| 2                    | 金生町・市役所前         | 鹿児島駅前             | 鹿児島交通 |
| 3                    | 金生町                   | 市役所前               | 鹿児島交通 |
| 4                    | 金生町・市役所前         | 鹿児島駅前             | 鹿児島交通 |
| 5                    |                          | 金生町                 | 鹿児島交通 |
| 6                    |                          | 金生町                 | 鹿児島交通 |
| 6-2                  | 金生町                   | 市役所前               | 鹿児島交通 |
| 6-3                  | 金生町・市役所前         | 鹿児島駅前             | 鹿児島交通 |
| 7                    |                          | 金生町                 | 鹿児島交通 |
| 8                    |                          | 金生町                 | 鹿児島交通 |
| 9                    | 金生町                   | 市役所前               | 鹿児島交通 |
| 11                   | 金生町・市役所前         | 鹿児島駅前             | 鹿児島交通 |
| 14                   |                          | 金生町                 | 鹿児島交通 |
| 15                   | 金生町                   | 市役所前               | 鹿児島交通 |
| 15                   | 金生町・市役所前         | 水族館前               | 鹿児島交通 |
| 15-2                 | 金生町                   | 市役所前               | 鹿児島交通 |
| 15-3                 | 金生町                   | 市役所前               | 鹿児島交通 |
| 17                   | 金生町・市役所前         | 鹿児島駅前             | 鹿児島交通 |
| 18                   | 金生町                   | 市役所前               | 鹿児島交通 |
| 19                   | 金生町・市役所前         | 鹿児島駅前             | 鹿児島交通 |
| 23                   | 金生町・市役所前         | 鹿児島駅前             | 鹿児島交通 |
| 種別                 | 経由地                   | 行先                   | 運行       |
| 天文館バス停（下り） |                          |                        |            |
| 系統番号             | 経由地                   | 行先                   | 運行       |
| 1                    | 県庁前・平川             | 平川星和台             | 鹿児島交通 |
| 2                    | 騎射場・谷山駅前         | 動物園                 | 鹿児島交通 |
| 3                    | 鹿児島中央駅・オプシア   | 鴨池港                 | 鹿児島交通 |
| 3                    | 鹿児島中央駅・紫原中央   | 鴨池港                 | 鹿児島交通 |
| 4                    | 鹿児島中央駅・脇田       | イオン鹿児島           | 鹿児島交通 |
| 4                    | 鹿児島中央駅・イオン     | 慈眼寺団地             | 鹿児島交通 |
| 5                    | 鹿児島中央駅・七ツ島     | 七ツ島1丁目            | 鹿児島交通 |
| 5                    | 鹿児島中央駅・谷山港     | 七ツ島1丁目            | 鹿児島交通 |
| 6                    | 恵比須中央・慈眼寺公園前 | 慈眼寺団地             | 鹿児島交通 |
| 6                    | 生協病院前・慈眼寺公園前 | 慈眼寺団地             | 鹿児島交通 |
| 6-2                  | 新和田橋・慈眼寺公園前   | 慈眼寺団地             | 鹿児島交通 |
| 6-3                  | 県庁前・新和田橋         | 慈眼寺団地             | 鹿児島交通 |
| 7                    | 坂之上・国際大学前       | 慈眼寺団地             | 鹿児島交通 |
| 8                    | 竹ノ迫・自由ヶ丘         | ふれあいスポーツランド | 鹿児島交通 |
| 8                    | 竹ノ迫・自由ヶ丘         | 中山団地中央           | 鹿児島交通 |
| 9                    | 騎射場・日之出町         | 紫原                   | 鹿児島交通 |
| 11                   | 鹿児島中央駅・南高校前   | イオン鹿児島           | 鹿児島交通 |
| 14                   | 騎射場・脇田             | 大学病院前             | 鹿児島交通 |
| 15                   | 市営プール前・郡元       | 紫原                   | 鹿児島交通 |
| 15                   | 市営プール前・郡元       | 西紫原中学校下         | 鹿児島交通 |
| 15                   | 市営プール前・郡元       | 西紫原中学校前         | 鹿児島交通 |
| 15-2                 | 鹿児島中央駅             | 紫原                   | 鹿児島交通 |
| 15-3                 | 市営プール前・郡元       | 広木農協前             | 鹿児島交通 |
| 17                   | 鹿児島中央駅・桜ヶ丘     | 桜ヶ丘東口             | 鹿児島交通 |
| 18                   | 鹿児島中央駅・桜ヶ丘     | 市役所前（循環）       | 鹿児島交通 |
| 19                   | 鹿児島中央駅・桜ヶ丘     | 桜ヶ丘5丁目            | 鹿児島交通 |
| 23                   | 騎射場・県庁前           | 鴨池港                 | 鹿児島交通 |
| 種別                 | 経由地                   | 行先                   | 運行       |

## 周辺
天文館は南九州最大の繁華街エリアであり、鹿児島名物の店が停留場周辺の繁華街に集積しているので古くから観光コースに加えられている。中央の銀行、証券会社なども顧客の利便性を考え店舗を構えている。
- 天文館通り - 地元では周辺に広がるアーケード街を総称して呼んでいる。
- 千日町、山之口町、文化通り - 南九州最大の夜の歓楽街である。
- タカプラ - ファッションビル。地元民に有名な待ち合わせスポットでもある。
- 天文館公園
- 鹿児島県立博物館

飲食店
- 餃子の王将 中町店

金融機関
- 野村證券鹿児島支店 - セブン銀行ATM設置店。
- 三菱UFJ信託銀行鹿児島支店 - 三菱東京UFJ対応のATMあり。

コンビニエンスストア
- セブンイレブン
  - 鹿児島天文館通り店(※セブン銀行ATM設置店。)

- ファミリーマート
  - センテラス天文館店(※鹿児島銀行ATM設置店。)

- ローソン
  - 鹿児島東千石店(※南日本銀行ATM設置店。/旧サンクス東千石店)
  - 鹿児島天文館店(※ローソンATM設置店。(西日本シティ銀行管理)/旧サンクス天文館店)

## 隣の停留場
鹿児島市交通局
鹿児島市電1系統・2系統
いづろ通停留場 - 天文館通停留場 - 高見馬場停留場